# L.Leroy
Pour les articles homonymes, voir Leroy.
L.Leroy est une marque horlogère de luxe fondée à Paris en 1785 par Basile-Charles Leroy.

## Historique
Créée à Paris en 1785 par Basile-Charles Leroy, la marque se taille rapidement une solide réputation et fournit une clientèle prestigieuse. La maison Leroy est ainsi fournisseur de la famille impériale française à partir de 1805 puis de nombreuses têtes couronnées au cours du siècle.

Quelques œuvres remarquables
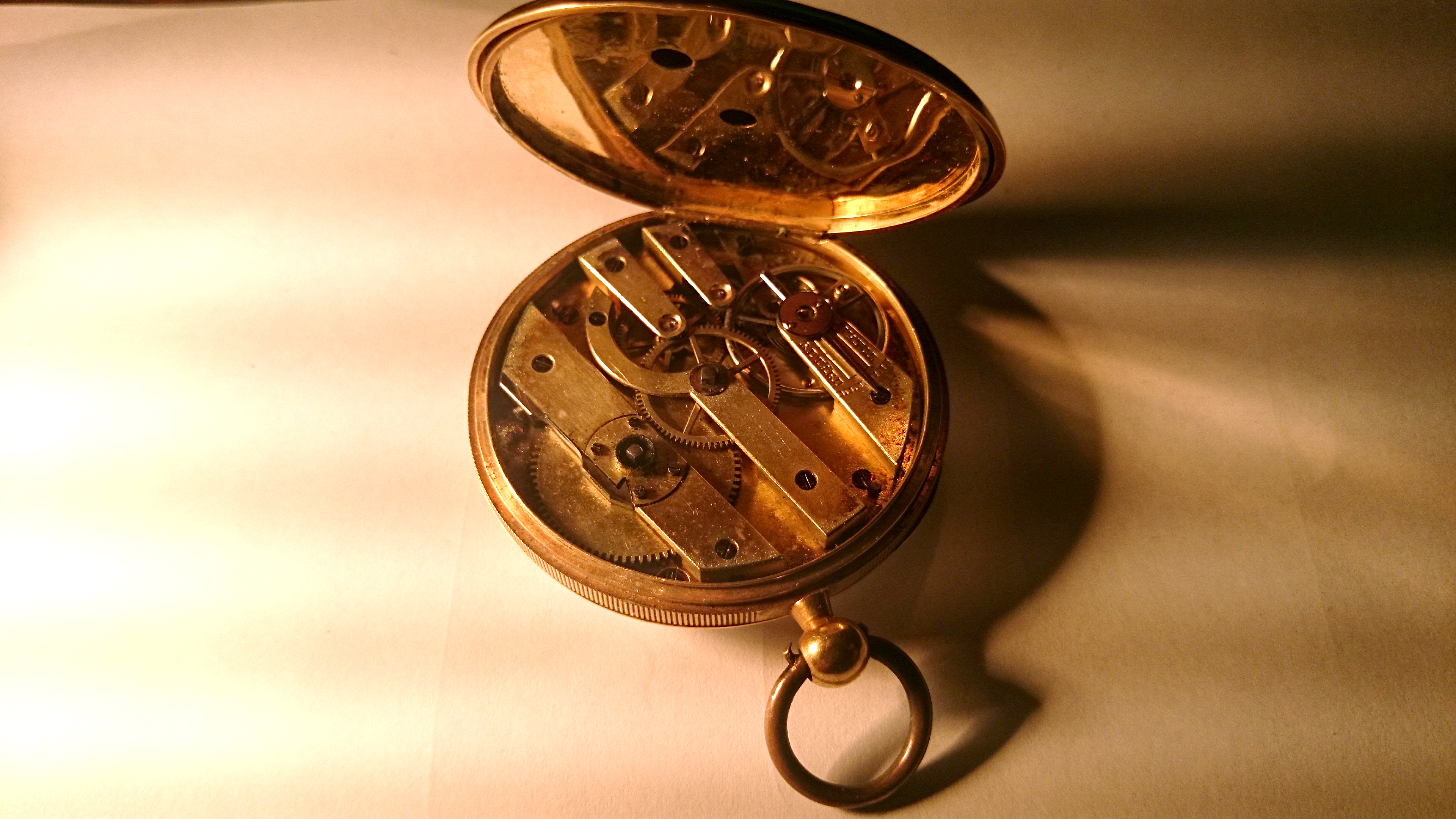
Mécanisme d'une montre Leroy & Fils
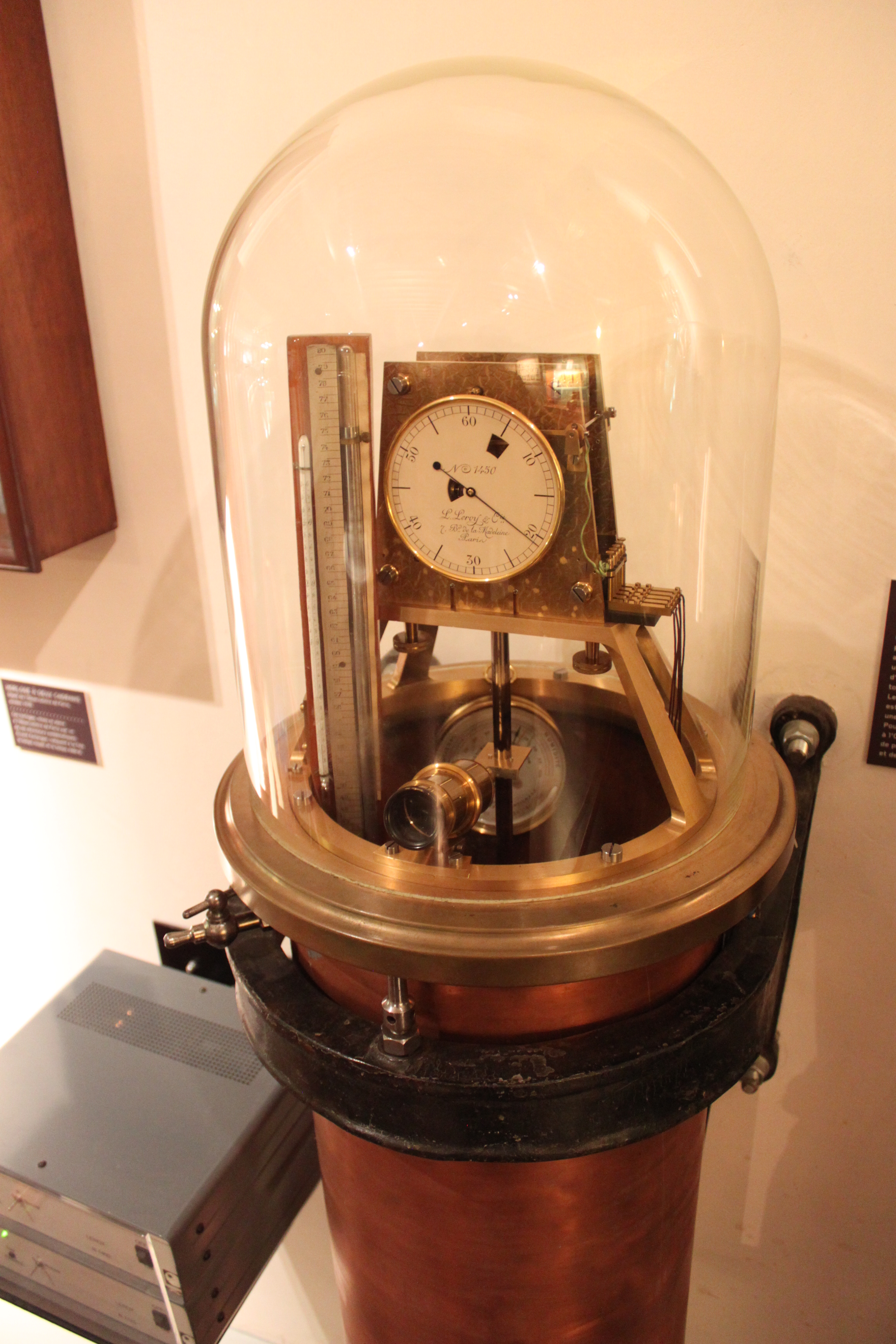
Une horloge d'observatoire Leroy

Reprise par le fils de Basile-Charles, Charles-Louis Leroy, puis par son petit-fils Louis Leroy, elle devient Leroy et Fils en 1828, puis L. Leroy & Cie en 1889. La société est rachetée par des investisseurs dans les années 1980 et transférée dans le Jura suisse. Elle est ensuite rachetée en 2004 par Michel Rodriguez, fondateur et propriétaire du groupe horloger Festina-Lotus, pour en faire le fleuron de son groupe.
Le siège de L.Leroy est situé à Bienne en Suisse.
La société Leroy est à l'origine de plusieurs pièces d'horlogerie remarquables, comme la montre Leroy 01, prix spécial du jury à l'exposition universelle de 1900, ou les chronomètres de marine Chronostat.